# Преданные (фильм)
«Преданные» (англ. The Betrayed) — американский фильм, вышедший на экраны в 2008 году. Главные роли в нём исполнили Мелисса Джордж и Одед Фер.

## Сюжет
Молодая женщина Джейми, после автоаварии приходит в себя запертой на заброшенном складе. Маленького сына, который ехал вместе с ней в машине рядом нет. Вскоре к Джейми приходит мужчина в маске, и объясняет, что её муж был связан с криминалом, но предал и обокрал банду, в которую входил. Более того, по его словам, Джейми была для мужа всего лишь прикрытием. Женщина не верит этому, но человек в маске предъявляет ей доказательство: звукозаписи того, что происходило в доме Джейми. Он говорит, что их дом прослушивался с того самого момента, как семья въехала в него. Кевин, муж Джейми, не только знал это, но и использовал прослушку для передачи тайных сигналов своему начальству. Человек в маске считает, что возможно Кевин мог передавать сигналы ещё кому-то. Он требует от Джейми, чтобы она прослушала записи, сделанные в тот момент, когда Кевин предал своё начальство. Если же на них ей что-то покажется странным, она должна незамедлительно сообщить об этом. В противном случае человек в маске обещает убить Майкла, сына Джейми.
Ради спасения сына, Джейми ничего не остаётся, кроме как выполнить требования, хотя она до конца так и не поверила в предательство мужа. Она начинает слушать записи, и в конечном итоге замечает, что Кевин иногда дул в ультразвуковой свисток. Она рассказывает об этом человеку в маске. Анализируя периодичность звука, а также уже имеющиеся сведения, ему удаётся вычислить реквизиты счёта, где находятся украденные Кевином деньги. Отношения между ними начинают теплеть, мужчина представляется ей Алеком, и отпускает Майкла домой. Он говорит, что если Джейми поможет узнать пароль к банковскому счёту он отпустит и её. Женщине удаётся сделать это, но Алек не успевает её отпустить: приезжает его босс, оказавшийся женщиной по имени Фалко, у которой совсем другие планы на дальнейшую судьбу Джейми.

## В ролях
| Актёр             | Роль   |
| ----------------- | ------ |
| Мелисса Джордж    | Джейми |
| Одед Фер          | Алек   |
| Кристиан Кэмпбелл | Кевин  |
| Элис Криге        | Фалко  |
| Коннор Левинс     | Майкл  |